# Bediako Asare
Bediako Asare ist ein ghanaischer Schriftsteller und Journalist, der zunächst bei verschiedenen lokalen Zeitungen arbeitete. 1963 zog er nach Dar-es-Salaam in Tansania und unterstützte hier die Gründung der Zeitung „The Nationalist“. Bekannt wurde er mit seinem Roman Rebel, der seit der englischen Erstausgabe von 1967 mehrfach neu herausgegeben und übersetzt wurde und von dem Konflikt zwischen einem traditionellen Leben und der Moderne in afrikanischen Ländern südlich der Sahara handelt.
In europäischen Publikationen wurde der Autor des Öfteren irrtümlich mit Kwabena Asare Bediako, einem Pseudonym seines gleichfalls als Journalist und Romanautor tätigen Landsmanns Asare Konadu (geb. 1932), gleichgesetzt, weshalb die Veröffentlichungen der beiden in Bibliographien und Bibliothekskatalogen oft gemeinsam gelistet werden.

## Werke
- Rebel, Heinemann Educational Publishers 1967, ISBN 0435906275; Neuauflage 1980, ISBN 0435900595
- The Stubborn, 1976, ISBN 0860704327

| Personendaten    | Personendaten                             |
| ---------------- | ----------------------------------------- |
| NAME             | Asare, Bediako                            |
| KURZBESCHREIBUNG | ghanaischer Schriftsteller und Journalist |
| GEBURTSDATUM     | 20. Jahrhundert                           |